# آرتسوانیست
آرتسوانیست (به ارمنی: Արծվանիստ) یک شهر در ارمنستان است که در استان گغارکونیک واقع شده‌است.  در  کیلومتری شمال گاوار، مرکز استان گغارکونیک واقع شده است.

## خصوصیات
آرتسوانیست ۳٬۰۶۱ نفر جمعیت دارد و ۱٬۹۴۱ متر بالاتر از سطح دریا واقع شده‌است.  در  کیلومتری شمال گاوار، مرکز استان گغارکونیک واقع شده است.